# گیگه
گیگه (به مجاری:  Gige) یک منطقهٔ مسکونی در مجارستان است که در ناحیه کاپوشوار واقع شده‌است. گیگه ۱۳٫۱۹ کیلومتر مربع مساحت و ۳۷۴ نفر جمعیت دارد.